# District d'Ilabaya
Le district d'Ilabaya est l'un des trois districts de la province Jorge Basadre au Pérou.